# Zachariah Chandler
Zachariah Chandler, född 10 december 1813 i Bedford, New Hampshire, död 1 november 1879 i Chicago, Illinois, var en amerikansk politiker. Han representerade delstaten Michigan i USA:s senat 1857-1875 och från 22 februari 1879 fram till sin död. Han var USA:s inrikesminister 1875-1877.
Chandler flyttade 1833 till Detroit och var verksam inom affärslivet. Han var borgmästare i Detroit 1851 och whigpartiets kandidat i guvernörsvalet i Michigan 1852. Whigpartiet hade kommit i en nedgångsperiod och slaverimotståndaren Chandler bestämde sig för att lämna partiet. Han deltog aktivt i grundandet av republikanerna år 1854.
Chandler efterträdde 1857 Lewis Cass som senator för Michigan. Han var en radikal republikan och kritiserade Abraham Lincoln för att inte ha reagerat tillräckligt snabbt på sydstaternas utträde ur USA. Han uppfattade inte Lincolns planer för Rekonstruktionen som tillräckliga och var sedan aktiv i kampanjen att ställa Lincolns efterträdare Andrew Johnson inför riksrätt.
President Ulysses S. Grant utnämnde 1875 Chandler till inrikesminister. Han efterträddes 1877 av Carl Schurz.
Senator Isaac P. Christiancy avgick 1879 och efterträddes av Chandler som avled senare samma år. Chandler gravsattes på Elmwood Cemetery i Detroit.